# پایان خوش من
پایان خوش من (به انگلیسی: My Happy Ending) ترانه‌ای نوشته آوریل لوین و باچ واکر می‌باشد که در دومین آلبوم او زیر جلد من محصول ۲۰۰۴ گنجانیده شده بود. این ترانه به عنوان دومین تک‌آهنگ بین‌المللی این آلبوم عرضه شده بود و چهارمین ترانه موفق لوین تاکنون است. این ترانه از ترانه «به من نگو» رتبه‌های بالاتری را در جدول به دست آورد. در بریتانیا به ۵ برتر رسید؛ در ایالات متحده شماره نهم و در مکزیک شماره اول را از آن خود کرد. از نگاه ساختار، ترانه به صورت ۴/۴ یا تایم سیگنچور نوشته شده‌است.
انجمن صنعت ضبط موسیقی آمریکا، «پایان خوش من» را در ژانویه ۲۰۰۵ به عنوان گواهینامه پلاتین ثبت کرد که این‌کار توانست این‌ترانه را به دومین ترانه پلاتین لوین بعد از ترانه «پیچیده» تبدیل کند.

## در رسانه‌ها
«پایان خوش من» برای فیلم ادامه‌اش بده: همه یا هیچ‌چیز استفاده شده بود.
همچنین برایس فصل پنجم سریال سی‌اس‌آی (۲۵ نوامبر ۲۰۰۴)، در فصل چهارم اسمال‌ویل (۶ اکتبر ۲۰۰۴) و در فصل پنجم دختران گیلمور مورد استفاده واقع شده بود. این ترانه همچنین در بازی‌های ویدئویی کاراواک مورد استفاده قرار گرفته شده بود.
لوین همچنین در طول مراسم اختتام بازی‌های المپیک زمستانی ۲۰۱۰ این ترانه را اجرا کرد.

## رتبه در جدول‌ها
| جدول ۲۰۰۴                                | بالاترین رتبه |
| ---------------------------------------- | ------------- |
| استرالیا                                 | ۶             |
| ۷۵ برتر استرالیا                         | ۸             |
| ۵۰ برتر بلژیک                            | ۳۰            |
| جدول ترانه‌های کانادا                     | ۱۱            |
| جدول ترانه‌های دانمارک                    | ۱۲            |
| ۴۰ برتر هلند                             | ۱۳            |
| جدول ترانه‌های فرانسه                     | ۳۹            |
| جدول ترانه‌های آلمان                      | ۱۷            |
| جدول ترانه‌های ایرلند                     | ۷             |
| جدول ترانه‌های ایتالیا                    | ۷             |
| جدول ترانه‌های نروژ                       | ۶             |
| جدول ترانه‌های اسپانیا                    | ۶             |
| جدول ترانه‌های سوئد                       | ۱۱            |
| جدول ترانه‌های سوئیس                      | ۲۳            |
| جدول ترانه‌های بریتانیا                   | ۵             |
| ایالات متحده "بیلبورد ۴۰ برتر مین‌استریم" | ۱             |
| ایالات متحده بیلبورد ۱۰۰تای برتر         | ۹             |

## تاریخچه عرضه
| منطقه        | تاریخ           |
| ------------ | --------------- |
| ژاپن         | ۷ ژوئیه ۲۰۰۴    |
| آلمان        | ۱۹ ژوئیه ۲۰۰۴   |
| بریتانیا     | ۲ اوت ۲۰۰۴      |
| کانادا       | ۳ اوت ۲۰۰۴      |
| ایالات متحده | ۱۴ سپتامبر ۲۰۰۴ |
| فرانسه       | ۲ نوامبر ۲۰۰۴   |